# Joseph-Henri de Jessé
Pour les autres membres de la famille, voir Famille de Jessé.
Joseph-Henri de Jessé (né le 1er juillet 1746 ou le 21 août 1755, mort à la prison de la Conciergerie le 6 février 1794), est un noble et un militaire et homme politique français, qui a été Président de l'Assemblée constituante du 30 août 1790 au 10 septembre 1790.

## Biographie
Joseph-Henri de Jessé naît à Béziers (province du Languedoc, actuellement dans le département de l'Hérault) le 21 août 1755 (certaines sources donnent le 1er juillet 1746 comme année de naissance). Son père est Antoine-Joseph de Jessé (ca 1715-1794), aide-major des garde-côtes et intendant du maréchal de Saxe, et sa mère Marie-Charlotte de Nizeaux (morte en 1762). Il avait une sœur, Victoire de Jessé. Son père se remaria en 1764 à Louise-Rosalie de Cadenet-Charleval, dont il eut Antoine Ambroise Auguste de Jessé.
Joseph-Henri épouse Madeleine Rousset de Saint-Éloi, le 22 février 1788. Ils ont deux enfants, Pauline de Jessé (épouse d'Alexandre du Peloux) et Antoine de Jessé-Levas. Antoine sert dans les gardes du corps du roi Louis XVIII, puis abandonne sa carrière militaire en 1817 pour se consacrer au journalisme et à la littérature ; il meurt en décembre 1854.
Il embrasse l'état militaire et servit au régiment de Picardie, dans les armées du roi, et devient capitaine de cavalerie dans le régiment du Royal Picardie.

### Révolution française
Le 26 mars 1789, Jessé est élu aux États généraux pour la sénéchaussée de Béziers, comme député de la noblesse.
Jessé est admis à l'Assemblée constituante le 7 août 1789, pour remplacer le marquis de Gayon, qui avait renoncé à ce siège.
Il siège avec les modérés et les conservateurs. Lors de débat sur la Déclaration des droits de l'homme et du citoyen, qui a été adoptée par l'Assemblée nationale le 27 août 1789, Jessé essaye de convaincre l'Assemblée d'abandonner le principe de résistance à l'oppression. Il a proposé de fondre une grande partie de l'argenterie possédée par l'Église de France pour alimenter des fonds destinés à lutter contre la pauvreté.
Il est président de l'Assemblée du 30 août au 10 septembre 1790. En 1790 Jessé s'oppose au projet d'annexion d'Avignon à la France. Avignon s'était soulevée et avait imposé l'élection d'une nouvelle municipalité : elle avait expulsé le vice-légat du pape, Philippe Casoni, le 12 juin 1790, et demandé son intégration à la France. Par deux fois, l'Assemblée nationale a refusé de ratifier l'annexion : les 27 août 1790 et 20 novembre 1790. Finalement la réunion à la France est entérinée par l'Assemblée nationale le 14 septembre 1791.
Jessé continue de voter avec les partisans de l'Ancien Régime. En mars 1791, il propose sans succès que le roi puisse élire seul les ministres. Il combattit les résolutions relatives aux émigrés.
Jessé était partisan de l'idée de faire de la France une monarchie constitutionnelle, plutôt qu'une république. La monarchie est finalement abolie le 21 septembre 1792, et le Roi Louis XVI exécuté le 21 janvier 1793.
La Terreur commence le 5 septembre 1793, et traite les aristocrates et les conservateurs comme des ennemis de l'État. Jessé est arrêté et incarcéré à Moulins. Il est transféré à la Conciergerie de Paris, où il meurt du typhus le 6 février 1794, la veille du jour où il devait être guillotiné.